# Catherine Ashton
Catherine Margaret Ashton, Baronessa Ashton de Upholland, (Upholland, Lancashire, 20 de març de 1956) és una política britànica.
Fou la primera Alta Representant de la Unió per a Assumptes Exteriors i Política de Seguretat de la Unió Europea. Va ser designada per a aquest càrrec per la cimera de Brussel·les del 19 de novembre de 2009 dels 27 líders del Consell Europeu. En aquesta cimera també es va nomenar el primer ministre de Bèlgica Herman Van Rompuy com a primer president permanent del Consell Europeu. La designacíó de Catherine Ashton està subjecta a la confirmació pel Parlament Europeu.
És economista i sociòloga. Pertany al Partit Laborista del Regne Unit. Ashton, entre altres càrrecs era, en el moment de la seva designació actual, la líder de la cambra dels Lords britànica. El 2008, succeí Peter Mandelson com comissionat europeu per al Comerç en la Unió Europea.
Entre 1977 i 1979 Ashton treballà com a administradora en la campanya contra el desarmament nuclear i després en va ser tresorera.